# William Darling (Politiker)
William Young Darling CBE MC DL JP (* 1885; † 4. Februar 1962) war ein britischer Politiker und Autor.

## Leben
William Darling war als Deputy Lieutenant sowie als Justice of the Peace eingesetzt. Des Weiteren war er Lord Provost (in etwa Oberbürgermeister) von Edinburgh und Direktor der Royal Bank of Scotland. Er wurde mit dem Order of the British Empire im Range eines Commanders sowie mit dem Military Cross ausgezeichnet. Sein Großneffe ist der spätere Minister Alistair Darling.

## Politischer Werdegang
Erstmals trat Darling bei den Unterhauswahlen 1945 im Wahlkreis Edinburgh South zu Wahlen auf nationaler Ebene an. Als Kandidat der Unionist Party beerbte er dabei seinen Parteikollegen Samuel Chapman, welcher das Unterhausmandat seit 1922 innehatte und zu diesen Wahlen nicht mehr antrat. Darling gewann das Mandat deutlich gegen den Labour-Kandidaten W.P. Earsman und zog in der Folge erstmals in das britische Unterhaus ein. Bei den folgenden Wahlen 1950, 1951 und 1955 verteidigte er sein Mandat. 1957 gab Darling sein Mandat zurück und schied aus dem Unterhaus aus. Die fälligen Nachwahlen wurden am 29. Mai 1957 abgehalten. Das Mandat gewann Darlings Parteikollege Michael Clark Hutchison.

## Werke
- Private Papers of a Bankrupt Bookseller, 1931
- Hades the Ladies, 1933
- The Old Mill, 1934
- Down but not Out, 1935
- Bankrupt Bookseller Speaks Again, 1938
- Why I Believe in God and King’s Cross to Waverley, 1944
- A Book of Days, 1951
- So it Looks to Me, 1952
- A Westminster Lad, 1955